# Куши (язык)
Куши (также годжи, чонг’е, чонге, куше; англ. kushi, goji, chong’e, chonge, kushe; самоназвание: fo goji) — чадский язык, распространённый в восточных районах Нигерии. Входит в группу боле-тангале западночадской языковой ветви.
Численность говорящих — около 11 000 человек (1995). Письменность основана на латинском алфавите.

## О названии
Самоназвание языка куши — fo goji, самоназвание народа куши — nya goji (в единственном числе), memme goji (во множественномом числе). Самоназвание «годжи» (goji) широко употребляется в научной литературе в качестве названия языка куши наряду с лингвонимом собственно «куши». Название «куши», или «куше», является локальным названием языка, данным по наименованию одного из наиболее крупных селений этнической общности куши. Также известен такой вариант названия языка куши как «чонг’е» («чонге»).

## Классификация
Куши является одним из языков группы боле (или боле-тангале) западночадской подветви западночадской языковой ветви. Согласно классификации, предложенной американским лингвистом П. Ньюманом, в пределах группы боле (или A.2) язык куши вместе с языками купто, квами, перо, пийя (вуркум) и тангале включается в кластер языков собственно тангале подгруппы тангале. Эта классификация приведена, в частности, в справочнике языков мира Ethnologue. Язык куши включается в группу боле-тангале подветви собственно западночадских языков также и в классификации, опубликованной в работе С. А. Бурлак и С. А. Старостина «Сравнительно-историческое языкознание». Как самостоятельный язык в данной классификации отмечен идиом чонге, обычно рассматриваемый как один из диалектов языка куши.
В базе данных по языкам мира Glottolog даётся более подробная классификация языков подгруппы тангале. В ней язык куши вместе с языком перо и кластерами пийя-квончи и тангале-квами-купто отнесён к объединению языков собственно тангале, противопоставленному языку дера. Языки собственно тангале и язык дера образуют подгруппу тангале, которая вместе с подгруппой боле объединяется в группу западночадских языков A A.2.
В классификации афразийских языков британского лингвиста Р. Бленча предлагаются иные варианты состава языков подгруппы тангале и иная точка зрения на место этой подгруппы в рамках западночадской ветви языков.
Язык куши (годжи) в данной классификации вместе с языками кваами, перо, пийя-квончи (пийя), кхолок, ньям, кутто и тангале образует языковое единство, входящее в объединение «b» (южные боле) подгруппы боле группы боле-нгас подветви западночадских языков A.

## Лингвогеография

### Ареал и численность
Область распространения языка куши размещена в восточной Нигерии на территории штата Гомбе — в районе Шонгом. По данным 2007 года носители языка куши живут в 20 селениях, центральным из которых является селение Куши.
Ареал куши с севера, юга и запада окружён ареалами близкородственных западночадских языков. С севера область распространения языка куши граничит с ареалом языка тангале, с запада — с ареалом языка перо, с юга — с ареалом языка кхолок. На востоке ареал куши граничит с ареалами адамава-убангийских языков: на северо-востоке — с ареалом языка бурак, на востоке — с ареалом языка лоо, на юго-востоке — с ареалом языка мак.
Численность носителей языка куши по данным 1973 года составляла 4000 человек, по данным 1990 года — 5000 человек. Согласно данным справочника Ethnologue, численность говорящих на языке куши в 1995 году достигала 11 000 человек. По современным оценкам сайта Joshua Project численность носителей этого языка составляет 20 000 человек (2017).

### Социолингвистические сведения
Согласно данным сайта Ethnologue, по степени сохранности язык куши относится к так называемым стабильным, или устойчивым, языкам, так как его активно используют в устном повседневном общении представители этнической общности куши всех поколений, включая младшее. По вероисповеданию куши в основном являются приверженцами традиционных верований (58 %), часть исповедует ислам (30 %), часть придерживается христианства (12 %).

## Письменность
Письменность языка куши основана на латинском алфавите. В 2006 году была издана книга Reading and Writing Book. На куши сделаны переводы Нового завета (2007), а также переводы некоторых других частей Библии (2012).